# Nie mów mi! (The Thinners)
Nie mów mi! – drugi album studyjny wodzisławskiej grupy muzycznej The Thinners, wydany w 2019 przez Lou & Rocked Boys.

## Skład
- Grzegorz Gawenda – gitara elektryczna, wokal
- Wiesław Goryl – wokal, gitara basowa
- Tomasz Sikora – gitara elektryczna
- Grzegorz Stempel – perkusja

Gościnnie:
- Arkadiusz Bąk – Profanacja

## Lista utworów
1. Afektacja
2. Moja walka
3. Czy pamiętasz
4. Ulica
5. Nie mów mi
6. Polityczny blef
7. Nie pójdę z wami
8. Ten kraj
9. Te Quiero BCN
10. Margines 500+
11. Jestem patolem

Bonus Track: